# Entscheidungshöhe

DA und DH

Unter Entscheidungshöhe versteht man in der Luftfahrt die Höhe über der Schwelle der jeweiligen Landebahn, bei der die Cockpitbesatzung eines anfliegenden Luftfahrzeugs spätestens entscheidet, ob der Landeanflug fortgesetzt und mit einer Landung beendet oder ob der Anflug abgebrochen und durchgestartet wird. Die Entscheidungshöhe für einen Anflug wird durch die für den Anflug und die anfliegende Luftfahrzeug-Kategorie veröffentlichte Mindesthöhe, in der noch Freiheit von Hindernissen besteht (Obstacle clearance height, auch OCH, bzw. Obstacle clearance altitude, auch OCA), sowie einen vom Luftfahrzeughalter festzulegenden Sicherheitsaufschlag bestimmt.

## Instrumentenlandesystem
Bei Präzisionsanflügen, z. B. mit Instrumentenlandesystem (ILS), unterscheidet man zwischen zwei Arten von Entscheidungshöhen:
- Die decision height (DH) bezeichnet die Höhe oberhalb des Erdbodens und wird immer mittels eines Radarhöhenmessers gemessen. Sie wird bei den ILS-Kategorien (CAT) II und III verwendet.
- Die decision altitude (DA) bezeichnet die Höhe über dem Meeresspiegel und wird mittels eines barometrischen Höhenmessers gemessen. Sie wird nur bei CAT-I-Anflügen verwendet.

## Nichtpräzisionsanflüge NPA
Bei Nicht-Präzisionsanflügen gibt es allerdings keine Entscheidungshöhen wie bei einem Präzisionsanflug, sondern nur Mindestsinkflughöhen. Das Luftfahrzeug kann bis auf diese Höhe sinken und in dieser Höhe bis zum Fehlanflugpunkt, auch MAPt (missed approach point) entsprechend weiterfliegen, bis man die Anflugbefeuerung oder die Landebahn erkennen kann. Diese Sinkhöhen werden wie folgt bezeichnet:
- minimum descent height (MDH)
- minimum descent altitude (MDA)